# مقاطعة زغورزيليك
مقاطعة زغورزيليك هي مقاطعة في بولندا، تتبع محافظة سيليزيا السفلى، بلغ عدد سكانها 91,824 نسمة، عاصمتها زغورجيلتس، تبلغ مساحتها 838.11 كيلومتر مربع.

## الموقع
تشترك في الحدود مع:
- Bolesławiec County [الإنجليزية]‏
- Żary County [الإنجليزية]‏
- Lubań County [الإنجليزية]‏
- Żagań County [الإنجليزية]‏.

## التقسيمات الإدارية
- Gmina Zgorzelec [الإنجليزية]‏
- Gmina Węgliniec [الإنجليزية]‏
- Gmina Sulików [الإنجليزية]‏
- Gmina Pieńsk [الإنجليزية]‏
- Gmina Bogatynia [الإنجليزية]‏
- زغورجيلتس
- Zawidów [الإنجليزية]‏.